# Храм Димитрия Ростовского (Сохрановка)
Храм Дими́трия Росто́вского — православный храм в селе Сохрановка Чертковского района Ростовской области. Относится к Чертково-Калитвенскому благочинию Шахтинской и Миллеровской епархии РПЦ.

## История
Одно из самых старых сооружений на территории села Сохрановки — храм Димитрия Ростовского. Церковь была основана в 1866 году. Это самое красивое здание сельского поселения.
Согласно архивным документам, выданным по запросу из Госархива Ростовской области, имеется Ведомость о церкви Димитриевской в посёлке Сохранно-Камышенском Дегтевского благочиния Донецкого округа Донской Епархии за 1906 год (ныне церковь в честь Святителя Митрополита Димитрия Ростовского в селе Сохрановка Миллеровского благочиния Ростовской епархии Московского Патриархата) гласит следующее:
- Церковь построена в 1866 году по усердию и на средства прихожан. В 1896 году, по случаю исправления в ней произошли существенные перемены: пристроены приделы и перестелены полы, изнутри и снаружи
- оштукатурена алебастром. В 1903 году обновлён иконостас и увеличен на один ярус.
- Церковь построена из камня и такая же колокольня, которая в 1896 году надстроена на 4,5 аршина в высоту; покрыта листовым железом; ограда вокруг неё кирпичная, крытая железом.
- Престол один — во имя Святителя Димитрия Ростовского, всея Руси Чудотворца (21 сентября).
- Причт состоит из священника и псаломщика.
- При церкви земли в пользовании причта нет.
- Для священника имеется церковный дом из саманного кирпича, построенный на крестьянской земле, крытый железом; из надворных построек имеется: два деревянных амбара (один дубовый, другой вербный), крыты они соломой. Остальные хозяйственные постройки отделаны частично из дикого камня, частью из самана, крыты соломой.
- Треб совершалось в год: крещений — 140, браков — 32, погребений — 90.
- Церковно-приходская школа существует с 6 ноября 1885 года, с 1901 года ею заведует и обучает детей закону Божьему священник Анатолий Попов, а остальным предметам — имеющий звание учителя Платон Рычнев, помещение школы собственное с квартирой для учителя. Церковно-приходское попечительство открыто 26 августа 1900 года, в 1904—1907 гг. оно состоит под председательством крестьянина Ивана Рябоконева. Земских и других школ в приходе нет.

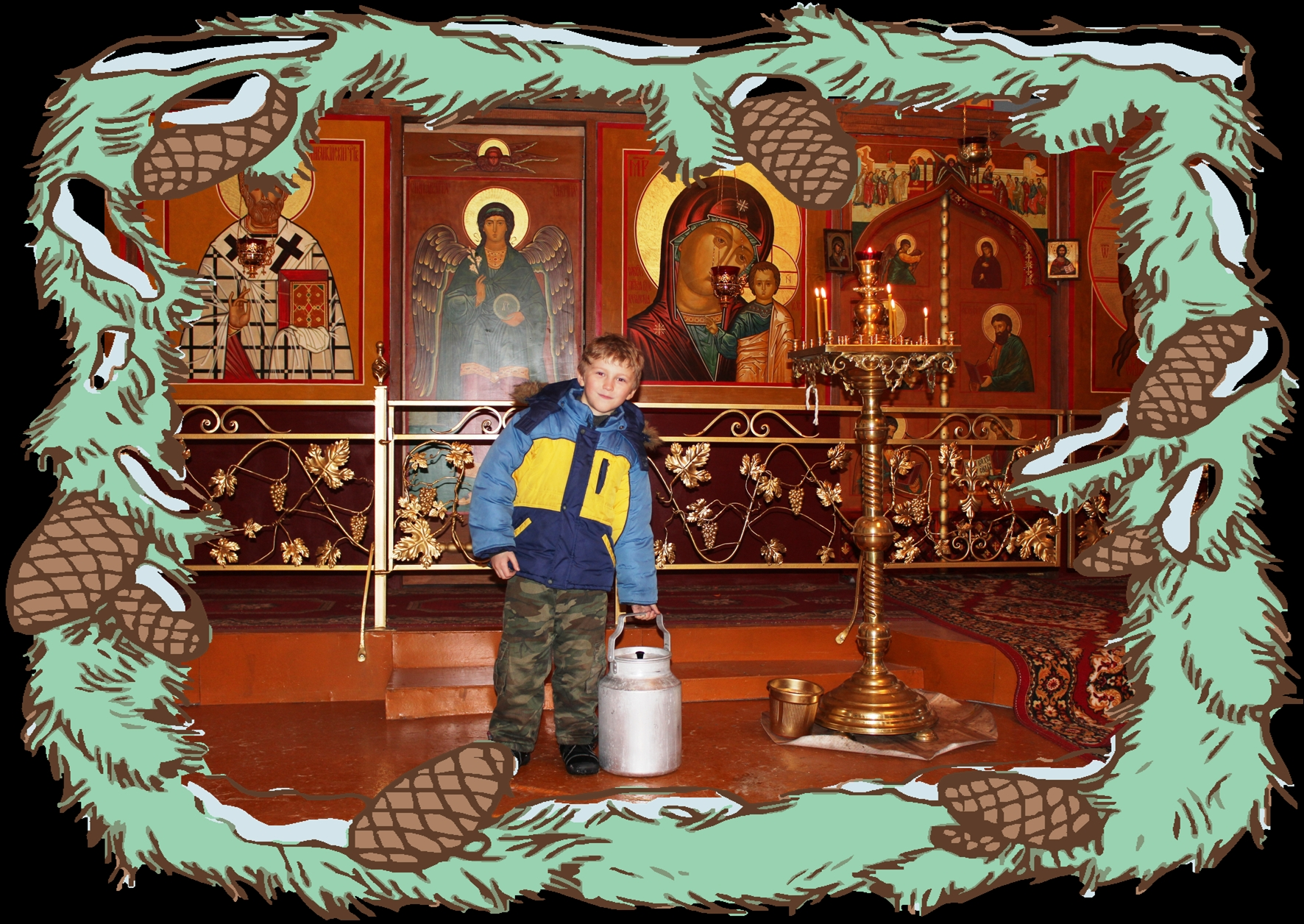
Внутреннее убранство храма, водосвятие

За несколько десятилетий после революции было разрушено много храмов и монастырей. В числе разрушенных оказался и храм святителя Дмитрия Ростовского в селе Сохрановке. В течение многих лет он служил в качестве зернохранилища. Долгое время верующим села не где было молиться.
Примерно с 1954 года колхоз имени Жданова (ныне СПК «Мир») использовал здание церкви под склад для хранения зерна, все окна и двери были заложены камнем, с юго-восточной стороны в правом приделе часть стены была разрушена и поставлены ворота, куда заезжали машины. В крыше было проделано отверстие и вставлено устройство для подачи зерна.
До 2000 года церковь использовали под склад стройматериалов, а здание караульного помещения колхоз использовал как ветаптеку.
Церковь находилась в аварийном состоянии и требовала капитального ремонта.
В 1988 году образовался приход из 10 человек, который был зарегистрирован официально как Приход Святителя Димитрия Ростовского. Прихожане выступили с предложением на общеколхозном собрании о передаче зданий церкви и ветаптеки Приходу. Был заключён договор о безвозмездной передаче церкви и ветаптеки. По решению от 21.08.2006 г. дело № А53-7455/2006-С4-28 здания были признаны за Местной православной религиозной организацией — Приход Святителя Димитрия Ростовского.
В 2001 году жители села решили восстановить храм, вернуть ему былую красоту. По благословению Архиепископа Ростовского и Новочеркасского Пантелеймона в 2001 г. в церкви были начаты ремонтно-восстановительные работы, в которых принимали участие не только прихожане и жители села Сохрановки, но и организации: СПК «Мир», Сохрановское ЛПУМГ, Администрация Сохрановского сельского поселения. В это время Приход окормлял священник иерей Роман Власенко из Свято-Никольского Прихода п. Чертково, служб не было, так как церковь была не оборудована для этих целей.
Первоначально был отремонтирован левый придел церкви: полностью перекрыта крыша листовым железом, внутри оштукатурены стены, вставлены окна и кованные железные решётки, постелены деревянные полы. Левый придел был полностью отгорожен кирпичной стеной от остальной части здания церкви. Проведено электричество.
В 2004 году окормление Прихода было благословлено священнику иерею Константину Кудинову. Временно им был собственноручно построен алтарь. С 4 октября 2003 года в храме стали проходить божественные литургии. В левом приделе храма был построен алтарь; стали проходить службы, крещения, венчания, погребения. На пожертвования были приобретены иконы, лампады, богослужебные книги, подсвечники и другая церковная утварь, необходимая для богослужений. Отремонтировано караульное помещение (ветаптека), где в настоящее время проходят занятия по программе воскресной школы для взрослых и детей.
В 2007 году территория храма была огорожена оградой, состоящей из каменного фундамента и железных блоков, установлены ворота, во дворе положен асфальт, разбиты клумбы с цветами.
В церкви полностью вставлены окна и двери. В 2009 году полностью отремонтирован правый придел. В 2010 году отремонтирована центральная часть церкви: покрыта крыта профильным железом зелёного цвета, оштукатурены стены, установлен иконостас. Восстановлен балкон для певчих в западной части храма. Отремонтирован первый ярус колокольни и временно накрыт крышей из шифера для защиты от дальнейшего разрушения. В 2008 году выкуплен рядом стоящий ларёк, который оборудован под церковную лавку. Во дворе церкви строится трапезная.
В 2010 году капитально отремонтирована крыша и установлен купол. Храм — одна из главных святынь Сохрановки. Окружённый цветами, он стоит в центре села напротив памятника воинам-освободителям и дома культуры. Здесь проводятся службы, отмечаются христианские православные праздники, в том числе и 250-летие со Дня рождения Дмитрия Ростовского, и 700-летие со Дня рождения Сергия Радонежского.

## Описание
Храмовая часть построена в виде кубовидного объёма, увенчанного высоким куполом, главкой и крестом. С востока к основному объёму примыкает низкая полукруглая апсида. С запада — небольшая, в три окна трапезная. Двусветный куб храмовой части украшен по углам пилястрами и карнизами, а южный и северный фасады — ложными закомарами и пилястрами. Окна, в том числе малые круглые окна второго света, декорированы наличниками с килевидным очельем. На звоннице храма несколько колоколов.
В алтаре много старинных и новых икон. Особое место в ряду церковной утвари занимают светильники.

## Священнослужители
Настоятель храма: Кудинов Константин Анатольевич.